# Guerra Anglo-Aro
La Guerra Anglo-Aro (1901-1902) fou un conflicte armat entre la Confederació Aro i l'Imperi Britànic a l'actual sud-est de Nigèria, a Igboland. La guerra va començar quan les tensions entre els líders aros i els colonialistes britànics van pujar de to després d'anys de negociacions fallides.

## Causes de la guerra
La Confederació Aro era una confederació d'aros (sub-grup humà igbo que dominava políticament, econòmicament i a nivell religiós una gran part del sud-est de l'actual Nigèria i que era actiu en la captura d'esclaus per a l'exportació. A finals del segle xix, la penetració dels britànics cap a l'interior d'Igboland va canviar la relació de forces de la zona i va provocar que augmentessin els conflictes entre aquests i els aros i els seus aliats.
Entre les raons que van argumentar els britànics per a començar la campanya al país aro foren la d'aturar el comerç d'esclaus després de la seva abolició a l'Imperi britànic; abolir la posició de força dels aros que, segons els britànics era injusta; i establir un mercat de treball que substituís al sistema esclavista present a la zona.

## Oposició Aro
Els aros estaven en contra de la penetració britànica que feia perillar la seva posició dominant a la zona i també s'oposaven a la introducció del cristianisme, ja que anava en contra de la seva religió tradicional basada en l'oracle Ibini Ukpabi. A l'última dècada del segle xix la Confederació Aro va atacar diverses comunitats sota la protecció dels britànics. El novembre del 1901, mentre els britànics preparaven l'ocupació d'Arochukwu, els aros van llençar la seva ofensiva més important abans de l'expedició aro; van saquejar el poble d'Obegu, aliat dels britànics, a on hi van matar unes 400 persones. Aquest atac va accelerar l'ofensiva britànica.

## Expedició Aro
Des del setembre del 1899 ja hi havia planificacions d'atac dels britànics però aquest es va posposar fins al novembre del 1901. El dia 28 d'aquest mes, el Lt Col A. F. Montanaro va liderar a 87 oficials i 1550 soldats i 2100 portadors perquè ocupessin Arochukwu. Tot i que les forces aros van resistir durament, no van poder fer res contra la superioritat armamentística dels europeus. El 28 de desembre la seva capital va caure i els britànics van destruir el santuari d'Ibini Ukpabi. Durant la primavera del 1902 van continuar havent-hi batalles entre els aros i els britànics però els primers van patir la seva última derrota a la batalla de Bende. Poc després, l'Expedició Aro es va donar per finalitzada.

## Resultat de la Guerra
Els britànics van arrestar alguns líders aros com Okoro Toti i els van portar als tribunals. La Confederació Aro fou destruïda i l'Eze Kanu Okoro (rei d'Arochukwu) fou arrestat. A pesar de la força dels aro va disminuir molt, alguns d'ells van continuar resistint contra els britànics a la regió; per exemple hi va haver resistència a Afikpo (1902-03) i Ezza (1905). La caiguda de la Confederació Aro va facilitar la penetració dels britànics a l'interior d'Igboland, tot i que les resistències a la colonització no van cloure amb la seva fallida. Els anys següents els britànics van tenir altres conflictes armats a Igboland com el conflicte de Nri (1905-1911), el moviment de Resistència Ekumeku (1883-1914) i els disturbis de les dones igbo (1929), entre d'altres.

## Batalles principals
- Batalles a la zona d'Oguta/Owerri (novembre de 1901.
- Batalles d'Esu Itu (desembre de 1901).
- Batalles d'Arochukwu (desembre de 1901).
- Batalla d'Edimma (gener de 1902).
- Batalla d'Ikotobo (gener del 1902).
- Batalla d'Ikorodaka (febrer del 1902).
- Batalla de Bende (març del 1902).